# Макдональд, Гордон (футболист)
Гордон Макдональд (англ. Gordon McDonald; 2 февраля 1878, Уолтон, Онтарио — 23 мая 1938, Хейлибери, Онтарио) — канадский футболист, чемпион летних Олимпийских игр 1904.
На Играх 1904 в Сент-Луисе Мак-Дональд выступал за сборную Канады. Выиграв два матча и забив два гола в одном из них, он занял первое место и выиграл золотую олимпийскую медаль.